# رادیوتوپیا
Radiotopia یک شبکه پادکست است که توسط سازمان تبادل رادیویی آمریکا راه‌اندازی شده و هم‌اکنون دارای ۱۴ پادکست است.
آمار دانلود این شبکه ماهانه ۱۳ میلیون است.

## تاریخچه
Radiotopia توسط رومان مارس راه‌اندازی شد و در ماه فوریه ۲۰۱۴ با هفت گروه پادکست اولیه کار خود را آغاز کرد. در ابتدا به حمایت $۲۰۰٬۰۰۰ دلار آمریکا از طرف John S. and James L. شبکه اجرا شد و توسط (PRX) که به عنوان یک رادیوی مستقل شناخته می‌شود منتشر و توزیع شد. در اکتبر ۲۰۱۴ یک کیکاستارتر برای حمایت از این شبکه آغاز شد که بیش از $۶۰۰٬۰۰۰ دلار بودجه به ارمغان آورد که گفته می‌شود این مقدار بالاترین میزان بودجه جمع‌آوری شده در سایت بود. این پول صرف ساخت ۴ پادکست جدید شد. در مارس ۲۰۱۵ این شبکه بیش از ۱ میلیون دلار آمریکا بودجه از طرف بنیاد شوالیه دریافت کرد و این بودجه جدید صرف استخدام تهیه کننده جدید و همچنین ساخت چند پادکست جدید شود.این تهیه کننده جدید جولی شاپیرو بود که در سپتامبر ۲۰۱۵ به استخدام شبکه درآمد.
در زمان راه‌اندازی رادیوتوپیا میزان دانلود شبکه به رقم ۹۰۰۰۰۰ دانلود در ماه رسید. این رقم در ماه می ۲۰۱۵ به ۷٫۵ میلیون دانلود و در سپتامبر ۲۰۱۵ به رقم ۸٫۵ میلیون رسید. همچنین در ماه جون ۲۰۱۶ این رقم به ۱۳ میلیون رسید.

## پادکست
پادکست‌های رادیوتوپیا بیشتر روی داستان تمرکز دارند و فهرست کنونی پادکست‌های شبکه به شرح زیر است:
- ۹۹٪ نامرئی
- کاخ حافظه
- منفجر کننده آهنگ
- کشتن
- Allusionist
- جنایی
- قلب
- عشق + رادیو
- غریبه‌ها
- حقیقت
- تئوری همه چیز
- رادیو روزمرگی
- فراری امواج
- هزاره